# Mikołaj Romanow (1843–1865)

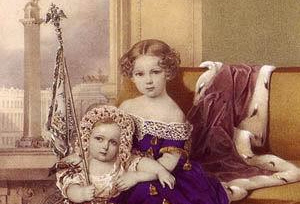
Carewicz Mikołaj z siostrą Aleksandrą.

Mikołaj Aleksandrowicz Romanow (ur. 20 września 1843, Carskie Sioło – 24 kwietnia 1865, Nicea) – wielki książę Rosji, od 2 marca 1855 do śmierci cesarzewicz i następca tronu rosyjskiego.

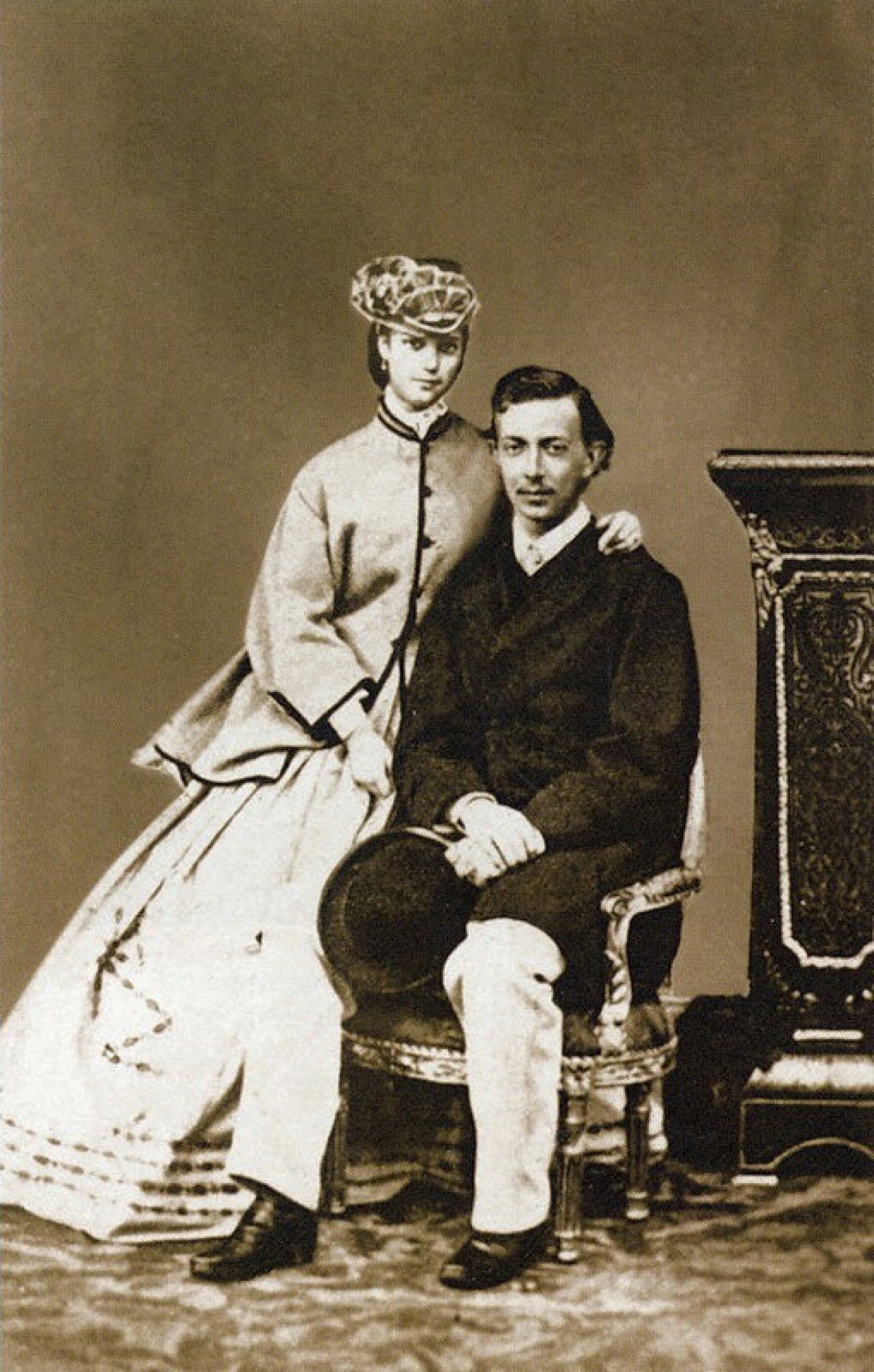
Mikołaj Aleksandrowicz Romanow z Dagmarą Duńską

Najstarszy syn Aleksandra II i Marii Heskiej, znanej jako Maria Aleksandrowna. 
Sprawowane przez niego funkcje miały pozwolić na zdobycie odpowiedniego przygotowania do sprawowania władzy. Był więc atamanem kozackim i kanclerzem Uniwersytetu Helsińskiego. W 1864 udał się w podróż zagraniczną, w trakcie której zaręczył się z księżniczką duńską, Marią Zofią Fryderyką Dagmarą, córką Christiana IX. 
Cieszył się dotychczas dobrym zdrowiem i tężyzną fizyczną, lecz niespodziewanie zapadł na gruźlicę. W celu podjęcia kuracji wyjechał do Nicei, gdzie spędził dwa lata i 24 kwietnia 1865 zmarł (podaje się, że właśnie na gruźlicę lub na zapalenie opon mózgowo-rdzeniowych). Na miejscu domu, w którym żył w ostatnich dniach, rosyjscy emigranci wznieśli prawosławny sobór. 
Po jego śmierci następstwo tronu przeszło w ręce jego młodszego brata, Aleksandra, który ożenił się również z jego narzeczoną.